# Yoo Da-in
Yoo Da-in (kor. 유다인), ur. jako Ma Young-seon (ur. 9 lutego 1984) – południowokoreańska aktorka.

## Kariera
Yoo Da-in zadebiutowała na ekranie w 2005 roku występując w serialu Ya-soo-wa Mi-nyeo jako pracowniczka muzeum sztuki. Przez następne pięć lat dostawała epizodyczne lub drugoplanowe role. W 2010 roku dostała główną rolę w niezależnym filmie Re-encounter (Hyehwa). W 2016 roku wystąpiła po raz pierwszy w koreańskiej wersji serialu Doctors.

## Życie prywatne
W 2021 roku Yoo Da-in wzięła ślub z Min Yong-geun. 27 października 2022 roku poinformowała, że jest w ciąży. 3 kwietnia 2023 roku Yoo Da-in urodziła córkę.

## Filmografia

### Filmy
- 2005: Ya-soo-wa Mi-nyeo jako pracownica muzeum sztuki
- 2008:
  - Keu Namjaui Chak 198Jjeuk jako dziewczyna przy ścianie
  - Maen-de-i-teu: Sin-i Joo-sin Im-moo jako dziennikarka Shin
- 2010:
  - Yongseoneun Eupda jako Lee Soo-jin
  - Re-encounter jako Hye-Hwa
- 2011:
  - Gang-chyeol-dae-oh: Goo-gook-eui chyeol-gah-bahng jako Seo Ye-rin
  - Eui-roi-in jako Seo Jeong-ah
- 2012:
  - Cheon-gook-eui A-i-deul jako Yoo-jin
  - Koreańska ruletka jako Choi Kyeong-hee
- 2015: Ol-le
- 2019: Sok-mul-deul jako Seon Woo-jeong
- 2021:
  - Nachgwa dal jako Min-hee
  - Na-neun Na-reul Hae-go-ha-ji Anh-neun-da jako Jeong-eun
  - Ya-haeng jako Moon-yeong
- 2022: Pokro jako Yoon-ah

### Seriale
- 2005: Geon-bbang Seon-saeng-kwa Byeol-sa-tang jako wzorowa uczennica
- 2009: Cheong-choon-ye-chan jako Lee Soon-yeong
- 2012: Mat-iss-neun In-saeng jako Jang Joo-Hyun
- 2014: A-hob-soo So-nyeon jako Joo Da-in
- 2015: Han-beon Deo Hae-pi-en-ding jako Baek Da-jeong
- 2016:
  - Yeokdo-yojeong Kim Bok-joo jako Go An-yeong
  - Doctors jako Jo In-joo
- 2020:
  - 18 eogein jako Hwang Yeong-seon
  - Memorials jako Yoon Hee-seon[8]
- 2023: Szybki kurs miłości jako Jang Dan-ji